# Michael Davis
Michael Davis (nascut l'1 d'agost de 1961) és un director de cinema i guionista nord-americà nascut a Rockville (Maryland).
Les seves pel·lícules inclouen la pel·lícula de terror camp Monster Man i pel·lícula d'acció Shoot 'em up protagonitzada per Clive Owen, Paul Giamatti i Monica Bellucci.

## Filmografia
| Any  | Títol                | Director | Guionista | Notes                       |
| ---- | -------------------- | -------- | --------- | --------------------------- |
| 1993 | Prehysteria!         | No       | Sí        |                             |
| 1994 | Double Dragon        | No       | Sí        |                             |
| 1994 | Prehysteria! 2       | No       | Sí        | Directe a vídeo             |
| 1994 | Pet Shop             | No       | Sí        |                             |
| 1994 | Beanstalk            | Sí       | Sí        | Debut com a director        |
| 1995 | Prehysteria! 3       | No       | Sí        | Direct-to-video             |
| 1998 | Eight Days a Week    | Sí       | Sí        | també productor             |
| 1999 | The Incredible Genie | No       | Sí        |                             |
| 2000 | Cent noies           | Sí       | Sí        |                             |
| 2002 | 100 Women            | Sí       | Sí        | També animador (Sam's film) |
| 2003 | Monster Man          | Sí       | Sí        |                             |
| 2007 | Shoot 'em up         | Sí       | Sí        |                             |
| 2013 | Riding Shotgun       | Sí       | Sí        | Short                       |

Com a productor executiu
- ENTV Minute (2012, 22 episodis)
- The Lord of the Sands of Time (TBA)

Com a artista de storyboard
- The Revenge of Al Capone (1989, telefilm)
- Night Game (1989)
- The Cellar (1989)
- Tremors (1990)
- Teenage Mutant Ninja Turtles II: The Secret of the Ooze (1991)
- Encino Man (1992)
- Live Wire (1992)